# Maxine Singer
Maxine Singer   (Brooklyn, 15 de febrer de 1931 - Washington DC, 9 de juliol de 2024) va ser una biòloga molecular i administradora científica estatunidenca. És coneguda per la seva contribució a la solució del codi genètic, el seu paper als debats ètics i normatius sobre tècniques d'ADN recombinant (incloent l'organització de la Conferència Asilomar sobre ADN recombinant) i el seu lideratge de l'Institut Carnegie.

## Biografia
Va néixer a la ciutat de Nova York. Després d'assistir a l'escola secundària pública de Brooklyn, es va especialitzar en química (amb especialització en biologia) en Swarthmore College. En 1957, va arribar a ostentar un PhD a la Universitat Yale per la recerca de la química de proteïnes amb Joseph Fruton, que la va animar a especialitzar-se en els àcids nucleics. A banda, en 1956, es va incorporar al Laboratori de Bioquímica de León Heppel en els Instituts Nacionals de Salut. Mitjançant el seu treball desenvolupat allí en la síntesi d'ARN, va produir nucleòtids sintètics que es van utilitzar en experiments de Marshall Warren Nirenberg per determinar la naturalesa triplet del codi genètic.
Després de l'informe de 1973 sobre la primera utilització de tècniques d'ADN recombinant per introduir gens d'una espècie a una altra, Singer va ser dels primers a cridar l'atenció sobre els possibles riscos de l'enginyeria genètica. Va ser presidenta de la Conferència Gordon de 1973 sobre àcids nucleics on es van discutir els possibles riscos de la tècnica per a la salut pública i va ajudar a organitzar la Conferència Asilomar sobre ADN recombinant de 1975 que es va traduir en directrius per fer front als desconeguts riscos de la tècnica.
Va ser triada membre de l'Acadèmia Nord-americana de les Arts i les Ciències en 1978. En 1988 es va convertir en presidenta de l'Institut Carnegie, càrrec que va ocupar fins a 2002. Va rebre la Medalla Nacional de Ciència en 1992 «pels seus assoliments científics excel·lents i la seva profunda preocupació per la responsabilitat social dels científics» i el Premi Vannevar Bush de 1999. En 2007, va ser guardonada amb la Medalla de Benestar Públic de l'Acadèmia Nacional de Ciències.